# Jaroslav Chmelík

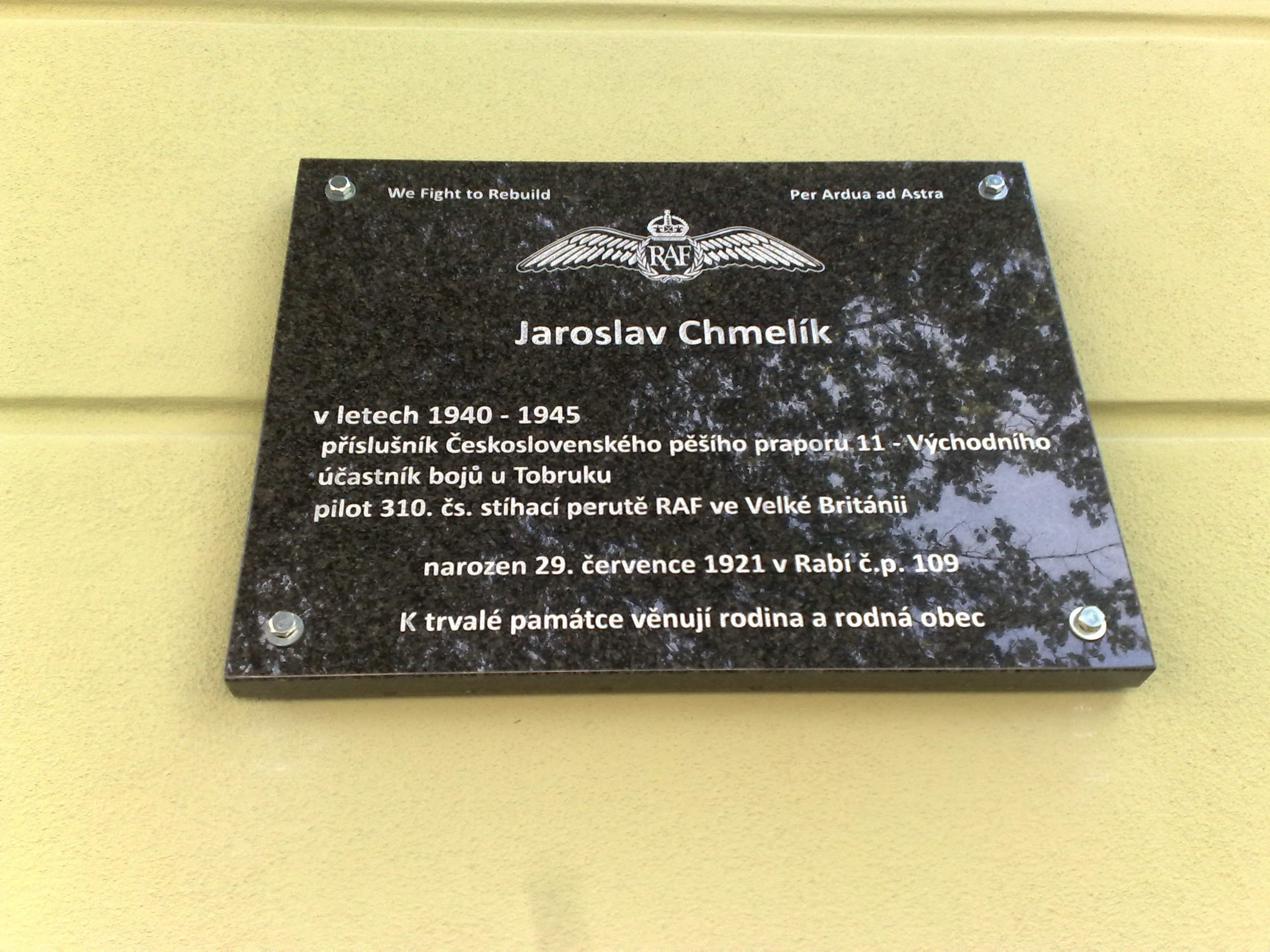
Pamětní deska Jaroslava Chmelíka (Rabí)

Jaroslav Chmelík (29. července 1921 Rabí – 23. února 2002 Holešov) byl československý zahraniční voják, účastník bitvy u Tobruku a letec RAF.

## Život

### Mládí v Československu
Narodil se v Rabí, jeho rodiče byli zemědělci. Po ukončení základní školy odešel do Zlína, kde nastoupil do Baťovy školy práce. 22. dubna 1940 se spolu s přítelem pokusil dostat přes Slovensko do Maďarska, kde se chtěl hlásit na francouzském konzulátě.

### Zahraniční voják
První pokus o útěk z Protektorátu byl neúspěšný a Jaroslav Chmelík byl v Maďarsku zatčen a uvězněn. Druhý pokus se zdařil a 6. května 1940 byl odveden v jugoslávském Bělehradě. Přes Turecko se dostal do Sýrie, tehdy francouzského mandátního území. Po pádu Francie 22. června 1940 zůstala Sýrie podřízena Vichistické Francii. Českoslovenští vojáci v Sýrii byli přemístěni do britského tábora v Palestině a Jaroslav Chmelík zde byl 29. června 1940 přijat do československé vojenské jednotky a prodělal výcvik.
V říjnu 1941 byl Jaroslav Chmelík přemístěn do Tobruku jehož obrany se zúčastnil do dubna 1942. Po návratu do Palestiny se v červenci 1942 přihlásil k československým leteckým jednotkám ve Velké Británii. Po základním výcviku ve Skotsku a pilotním výcviku v Kanadě byl v listopadu 1944 zařazen jako stíhač k 310. československé stíhací peruti, kde dosáhl hodnosti rotného.
Dne 22. února 1945 havaroval ve svém Spitfiru poblíž nizozemské vesnice Netersel (poblíž Eindhovenu a Tilburgu).

### V poválečném Československu
V srpnu 1945 se vrátil do osvobozeného Československa, v roce 1946 absolvoval příslušný kurz a stal se instruktorem nových pilotů československé armády. V roce 1947 se stal druhým pilotem ČSA, odkud byl v roce 1950 propuštěn.
Po propuštění pracoval jako dělník v Holešově. V šedesátých letech byl částečně rehabilitován, byla mu vrácena vojenská hodnost a byl znovu přijat do Československých aerolinií. Zde létal jako druhý pilot do roku 1976, kdy odešel do důchodu.

## Posmrtná ocenění
- Publikace Václav Kolesa, Jaroslav Popelka, Jana Horáková: Jaroslav Chmelík - Z africké pouště nad Německo (ISBN 80-239-0952-5, vydal V. Kolesa, 2002)
- Pamětní deska v Rabí (na budově, ve které chodil do školy) byla odhalena v roce 2012.[5]